# Chor-Bakr
Chor-Bakr är ett minneskomplex byggt över den plats där Abu-Bakr sägs ha blivit begravd. Han dog år 360 enligt den muslimska kalendern, och var en av de fyra ättlingarna till Muhammed, enligt muslimerna Guds (Allahs) sista profet. Komplexet omfattar också nekropolen med släktgravar och gårdsplaner omslutna med murar.

## Världsarvsstatus
Den 18 januari 2008 sattes Chor-Bakr upp på Uzbekistans tentativa världsarvslista.